# (7683) Wuwenjun
(7683) Wuwenjun est un astéroïde de la ceinture principale.

## Description
(7683) Wuwenjun est un astéroïde de la ceinture principale. Il fut découvert le 19 février 1997 à la station de Xinglong par le programme Beijing Schmidt CCD Asteroid Program. Il présente une orbite caractérisée par un demi-grand axe de 2,26 UA, une excentricité de 0,12 et une inclinaison de 7,1° par rapport à l'écliptique.

## Compléments